# 바바라 너드슨

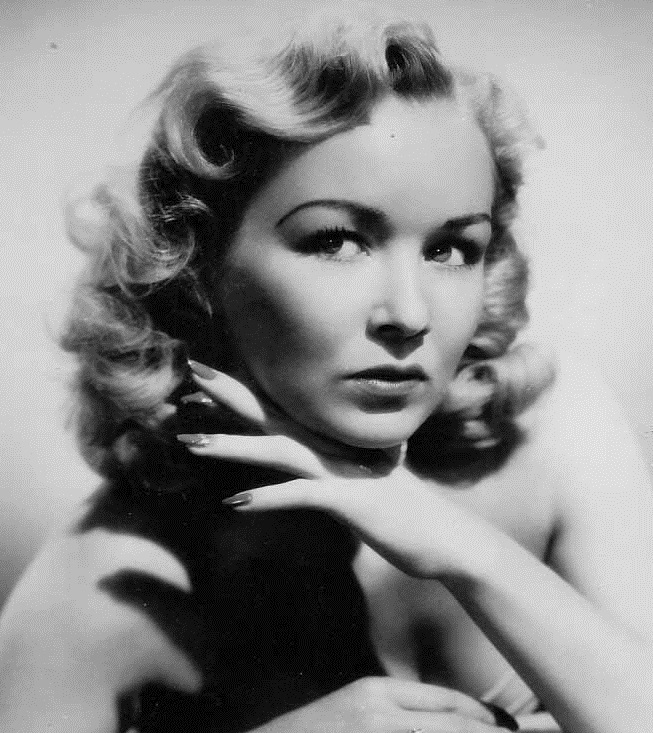

바바라 너드슨(Barbara Knudson, 1927년 12월 4일 ~ 2014년 5월 11일)은 미국의 텔레비전 배우, 영화배우이다.
라스베이거스에서 태어났으며 네바다주에서 사망하였다.

## 영화
- 크라이 베이비 킬러 (1958년)
- 미트 대니 윌슨 (1952년)
- 아이언 맨 (1951년)
- 론 레인저 - 49년 시리즈 (1949년)